# Nunc dimittis (hymne)
Het Nunc dimittis (Latijn voor: nu laat heengaan), ofwel de Lofzang van Simeon, is een hymne die Simeon heeft uitgesproken toen hij Jezus en zijn ouders in de tempel ontmoette. De tekst staat in het evangelie van Lucas 2,29-32. Het is tevens opgenomen in het orthodoxe verzamelboek Oden. Simeon had van de Heilige Geest de belofte gekregen, dat hij niet zou sterven, voordat hij de Messias had gezien. Op het moment dat hij Jezus in de tempel ziet gaat deze belofte in vervulling en heft hij de lofzang aan.

## Liturgisch gebruik en muziek
In de katholiek traditie wordt de Lofzang van Simeon gezongen net voor het afsluitende gebed van de completen, het laatste gebedsmoment het dagelijkse getijdengebed. Dit cantiek wordt elke dag voorafgegaan door dezelfde antifoon. 
Zowel het Magnificat (de lofzang van Maria) als de lofzang van Simeon worden gezongen of gezegd gedurende de Anglicaanse Evensong volgens het Book of Common Prayer. Maarten Luther schreef een koraal op de lofzang van Simeon.
Veel componisten hebben deze tekst op muziek gezet, meestal gekoppeld aan het Magnificat. De Lutherse koraal werd door Johann Sebastian Bach verwerkt in de cantate Mit Fried und Freud ich fahr dahin (BWV 125). Tevens schreef Bach op dezelfde thematiek Ich habe genug (BWV 82).

## Latijn (Vulgata)

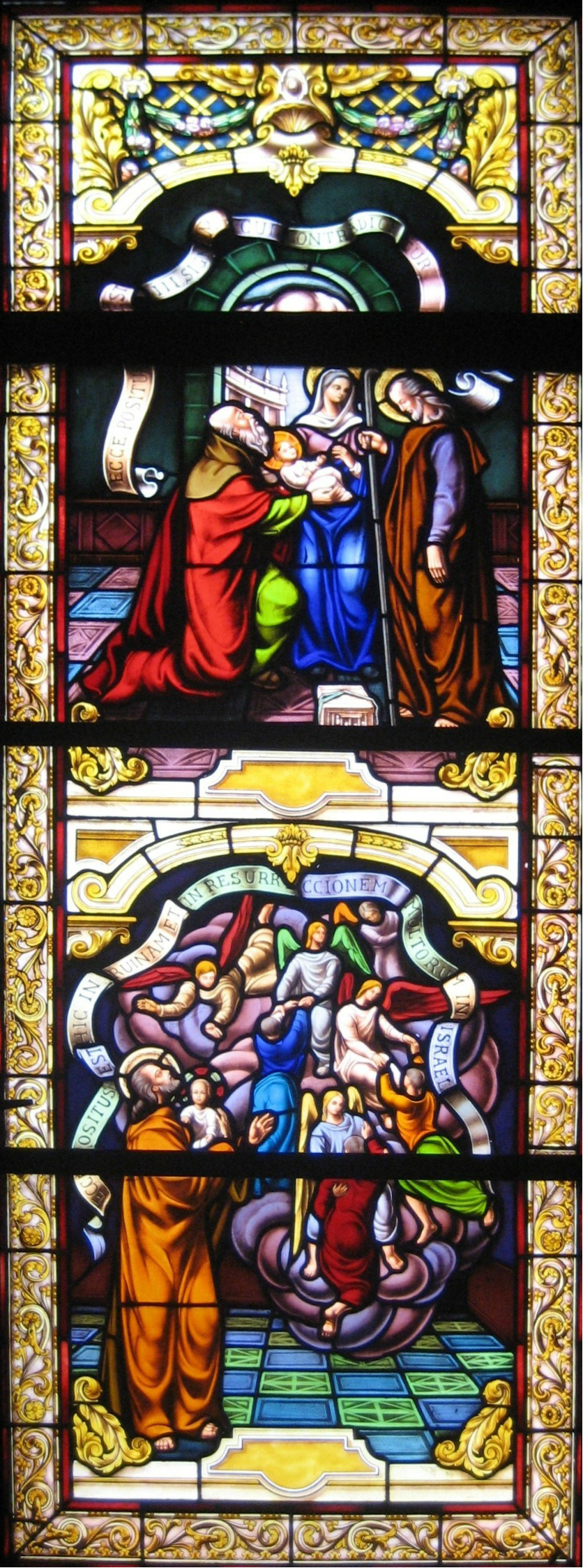
Verhaal van Simeon in de Parroquia de San José de Jatibonico, Cuba

Nunc dimittis servum tuum, Domine, secundum verbum tuum in pace:
Quia viderunt oculi mei salutare tuum
Quod parasti ante faciem omnium populorum:
Lumen ad revelationem gentium, et gloriam plebis tuae Israel.

## Nederlandse vertalingen

### Willibrordvertaling
'Uw dienaar laat Gij, Heer, nu naar uw woord in vrede gaan:
mijn ogen hebben thans uw Heil aanschouwd,
dat Gij voor alle volken hebt bereid;
een licht dat voor de heidenen straalt,
een glorie voor uw volk Israël.'

### Statenvertaling
'Nu laat Gij, Heere, uwen dienstknecht gaan in vrede,
naar uw woord,
want mijne oogen hebben uwe zaligheid gezien,
die Gij bereid hebt voor het aangezicht van al de volken;
een licht tot verlichting der heidenen en
tot heerlijkheid van uw volk Israël.'

### Nieuwe Bijbelvertaling
‘Nu laat u, Heer, uw dienaar in vrede heengaan,
zoals u hebt beloofd.
Want met eigen ogen heb ik de redding gezien
die u bewerkt hebt ten overstaan van alle volken:
een licht dat geopenbaard wordt aan de heidenen
en dat tot eer strekt van Israël, uw volk.’

### Naardense Bijbel
Meester, nu laat gij uw dienaar gaan
in vrede,- naar uw woord;
want mijn ogen hebben gezien uw heil
dat gij bereid hebt
voor het aanschijn van alle gemeenschappen:
licht tot ontsluiering van volkeren,
de glorie van Israël, uw gemeente!

### Berijming vanDatheen
Nu laat Gij, Heer oprecht,
Gaan in vreed' Uwen knecht,
Naar Uw beloft' gestadig,
Nadat mijn ogen klaar
Hebben gezien voorwaar
Uwen Heiland genadig.
Een Zaligmaker rein
Aller volken gemein
Die aannemen Zijn lere;
Een licht, schijnende klaar
Den heidenen eenpaar
En ook Israëls ere.

### Berijming van 1773
Zo laat Gij, HEER, Uw knecht,
Naar 't woord, hem toegezegd,
Thans henengaan in vrede;
Nu hij Uw zaligheid,
Zo lang door hem verbeid,
Gezien heeft, op zijn bede.
Een licht, zo groot, zo schoon,
Gedaald van 's hemels troon,
Straalt volk bij volk in d' ogen;
Terwijl 't het blind gezicht
van 't heidendom verlicht,
En Isrel zal verhogen.

### Berijminggetijdengebed
Laat nu, Heer, volgens uw woord
uw dienaar in vrede heengaan.
Mijn ogen hebben uw heil aanschouwd
dat Gij hebt bereid voor de volken:
Het licht dat voor alle heidenen straalt,
de glorie van Israël uw volk. _
Eer aan de Vader en de Zoon
en de heilige Geest.
Zoals het was in het begin en nu en altijd
en in de eeuwen der eeuwen. Amen.